# Relaciones Albania-Canadá
Albania y Canadá son miembros de la Organización del Tratado del Atlántico Norte (OTAN). Canadá apoya a Albania en su camino hacia la integración del euro.
El embajador de Canadá en Roma está acreditado en Albania, mientras que un Consulado Honorario en Tirana ayuda a los intereses canadienses en Albania.

## Historia
Ambos países establecieron relaciones diplomáticas el 10 de septiembre de 1987. En abril de 2001 se abrió por primera vez la embajada de Albania en Ottawa. Este acto contribuyó a reforzar las relaciones entre Canadá y Albania. El año 2012 fue designado «Año de Albania» en Canadá, con motivo del centenario de la independencia. La comunidad albanesa en Canadá organizó numerosas actividades que pusieron de relieve la amistad y los lazos entre ambos países.

## Relaciones y cooperación
Las exportaciones canadienses a Albania en 2013 ascendieron a 36.84 millones de dólares, con maquinaria, productos siderúrgicos, productos de origen animal y herramientas entre los principales productos exportados. Las importaciones canadienses procedentes de Albania ascendieron a 6,37 millones de dólares, principalmente en calzado, productos siderúrgicos, prendas de vestir y cereales.